# Argentavis magnificens
Argentavis magnificens (v překladu „velkolepý argentinský pták“) byl jedním z největších létajících ptáků v dějinách života na Zemi. Tento pták, někdy nazývaný obří teratorn, žil před 9 až 6 miliony let ve střední a severozápadní Argentině, kde byly objeveny jeho fosilie. Formálně popsán byl v roce 1980 dvojicí paleontologů.

## Rozměry
Původně bylo u argentavise odhadováno rozpětí křídel až 9 metrů, novější odhady se pohybují spíše v rozmezí 5,1 až 6,1 metru. Argentavis nemusel mít největší rozpětí křídel ze všech známých ptáků (někteří oligocenní mořští ptáci mohli mít v rozpětí křídel až 7,5 metru), byl ale celkově nejmohutnější a nejtěžší z ptáků schopných letu. Zatímco zmíněné obří druhy dosahovaly hmotnosti asi do 40 kg, u argentavise se předpokládá až dvojnásobná hmotnost. Tento opeřenec byl tak velký, že když stál na zemi, díval by se dospělému člověku zpříma do očí.
- Rozpětí křídel: 5,1 až 6,1 m[4]
- Plocha křídla: 8,11 m²
- Plošné zatížení: cca 11,5 kg
- Délka (i s peřím): 3,5 m
- Výška: 1,5–1,8 m[5]
- Hmotnost: 70–78 kg

## Porovnání se současnými ptáky
Pro srovnání lze uvést, že žijící pták s největším rozpětím křídel je albatros stěhovavý, který má největší změřené rozpětí 3,63 m. Třetihorní rod Pelagornis byl podstatně větší, měl rozpětí křídel až kolem 7 metrů.

## Vyšší tlak vzduchu
Podle některých badatelů musel být v průběhu miocénu poněkud vyšší tlak vzduchu, jinak by se podobně velcí ptáci nejspíš vůbec nevznesli ze země. Odhadovaný tlak vzduchu pro bezpečný let takto velkých ptáků byl odhadnut minimálně na 1,3 bar.